# (809) Lundia
(809) Lundia – planetoida podwójna z pasa planetoid.

## Odkrycie
Została odkryta 11 sierpnia 1915 roku w Landessternwarte Heidelberg-Königstuhl w Heidelbergu przez Maxa Wolfa. Nazwa pochodzi od obserwatorium astronomicznego z Lund w Szwecji. Przed jej nadaniem planetoida nosiła oznaczenie tymczasowe (809) 1915 XP.

## Orbita planetoidy
(809) Lundia krąży w średniej odległości ok. 2,28 au. od Słońca. Jej orbita jest elipsą o mimośrodzie 0,19. Wykonuje jeden obieg wokół Słońca w ciągu 3 lat i 164 dni. Orbita planetoidy jest nachylona pod kątem 7,15º do płaszczyzny ekliptyki.
Dynamicznie planetoida ta została sklasyfikowana jako obiekt rodziny Flory, jednakże jej obserwacje spektroskopowe pokazują, że jej powierzchnia jest typu V, czyli (4) Westy i prawdopodobnie jest tzw. interlooperem w rodzinie Flory. Symulacje numeryczne pokazały, że w wyniku działania efektu Jarkowskiego i rezonansów orbitalnych mogła ona przedryfować od (4) Westy na swoją obecną orbitę.

## Właściwości fizyczne
Średnica efektywna tego obiektu wynosi ok. 9 kilometrów. Jest to planetoida typu V. Jej jasność absolutna to 12,1m.
Temperatura na powierzchni planetoidy wynosi średnio 165-180 K (maks. 260-280 K).

## Podwójność planetoidy
(809) Lundia to układ dwóch obiektów o podobnych rozmiarach po ok. 6 km każdy. Lundia jest więc typowym przykładem planetoidy podwójnej synchronicznej. Okres obiegu obydwu składników wokół wspólnego środka masy to 15,4 godziny. Tyle samo wynosi okres obrotu składników wokół ich osi, a więc obydwa ciała są zwrócone do siebie tymi samymi stronami. Odległość między nimi szacowana jest na 15,8 km, a gęstość na ok. 1,7 g/cm3. Odkrycia dokonał zespół astronomów z poznańskiego Obserwatorium Astronomicznego UAM pod kierownictwem Agnieszki Kryszczyńskiej w składzie: Agnieszka Kryszczyńska, Tomasz Kwiatkowski, Roman Hirsch, Magdalena Polińska, Krzysztof Kamiński i Anna Marciniak.